# Fall Sebnitz
Der Fall Sebnitz war ein Medien- und Justizskandal von 2000 über die angebliche Ermordung eines deutsch-arabischen Jungen durch rechtsradikale Jugendliche im sächsischen Sebnitz. Er war das „größte Desaster der deutschen Pressegeschichte seit der Veröffentlichung der Hitler-Tagebücher“.

## Zusammenfassung
Am 22. November 2000 wurden drei Jugendliche wegen des Verdachts des Mordes an einem sechsjährigen deutsch-irakischen Jungen im Freibad in Sebnitz im Jahre 1997 im Auftrag der Stastsanwaltschaft Dresden verhaftet. Am folgenden Tag berichtete die Bild-Zeitung über 50 Neonazis, die das Kind in Gegenwart hunderter Badegäste ertränkt hätten. Daraufhin gab es eine umfangreiche Berichterstattung deutscher und ausländischer Medien über diesen rassistischen Mord.
Nach wenigen Tagen stellte sich heraus, dass mindestens einer der Tatverdächtigen an diesem Tag überhaupt nicht im Freibad gewesen war. Bald danach wurde klar, dass die Mutter des Jungen die Geschichte erfunden und über 20 Personen zu falschen eidesstattlichen Versicherungen gebracht hatte.

## Vorgeschichte und Umfeld der Ereignisse
Die deutsche Renate Kantelberg-Abdulla  war im Dezember 1995 mit ihrem Mann, dem Iraker Dr. Saad Abdulla und ihren Kindern Diana (10) und Joseph (4) nach Sebnitz gezogen. Sie kamen aus Grävenwiesbach im hessischen Taunus, wo sie bereits eine Apotheke geführt hatten, und mieteten nun eine in Sebnitz.
Es kam bald zu Konflikten mit den anderen beiden Apotheken der Stadt und mit Ärzten, denen die Abdullas Korruption und Rezeptbetrug in größerem Umfang vorwarfen. Sie stellten deshalb zahlreiche Anzeigen gegen diese und in der Folge auch gegen Behörden (Apothekerkrieg).
Dazu kam, dass die Familie sich als Zugezogene, besonders aus dem Westen, in der Stadt nicht ausreichend akzeptiert fühlten. Es gab auch gelegentliche rassistische Pöbeleien, besonders gegen die Frau, weil sie mit einem arabischen Mann verheiratet war.
Sebnitz hatte zu dieser Zeit etwa 10.000 Einwohner und lag direkt an der tschechischen Grenze. In der Stadt trafen sich Skinheads und weitere Jugendliche, auch aus der Umgebung (von denen der Pfarrer 2000 aber sagte, dass sie nicht zu einem Totschlag fähig wären). Auch die NPD hatte in der Stadt Anhänger.
Im Sommer 1997, etwa während des Todes des Sohnes, wurde dem Ehepaar der Mietvertrag für ihre Apotheke gekündigt. Sie kauften daraufhin ein Fachwerkhaus am Markt, ließen es aufwändig mit Krediten sanieren und richteten darin ihre Center-Apotheke ein. 
1998 trat Frau Kantelberg-Abdulla in die SPD ein und wurde im darauffolgenden Jahr mit 490 Stimmen in den Stadtrat gewählt. Dort thematisierte sie den Tod ihres Jungen aber nicht.

## Verlauf der Ereignisse
Die folgenden Beschreibungen folgen der Chronik des Spiegel (49/2000), für den fünf Journalisten in Sebnitz und weiteren Orten anwesend waren und recherchierten, und weiteren Berichten.

### Todesfall und folgende Ereignisse
Am 13. Juni 1997 starb der sechsjährige Joseph Abdulla im Freibad in Sebnitz. Er hatte einen Herzfehler, die genauen Umstände sind aber unklar. Mehrere Wiederbelebungsversuche blieben erfolglos. 
Der Junge war mit seinem Freund Steve, seiner zwölfjährigen Schwester Diana und deren Freund Ben, dem Sohn des Pfarrers, zum Baden gekommen. Es erfolgten keine Zeugenvernehmungen durch die Polizei.
Am 17. Juni wurde der Leichnam in der Universitätsklinik Dresden auf Anordnung der Staatsanwaltschaft Pirna in Gegenwart eines verwandten Arztes des Jungen untersucht. Dabei wurden außer einigen bläulichen Verfärbungen, die als Totenflecke entstanden sein können, keine Auffälligkeiten gefunden. Am 27. Juni fand die Beerdigung in Sebnitz statt.
Am 3. Juli schloss die Polizei einen Straftatverdacht aus.

### Erste Ermittlungen
Am 27. Oktober 1997 erstattete die Familie Abdulla eine Anzeige „wegen eines Tötungsdelikts“ und benannte Zeugen und als die mutmaßlichen Täter die drei Jungen, die ihren Sohn aus dem Becken gezogen hatten. Am 7. Mai stellte die Staatsanwaltschaft Dresden die Ermittlungen ein.
Am 25. August beschloss der Stadtrat von Sebnitz, der Familie Abdulla eine Entschädigung von 60.000 DM zu zahlen, um eine Klage wegen Verletzung der Aufsichtspflicht als Betreiber des Freibades abzuwenden. Am 8. Februar 1999. schrieb der Anwalt Rolf Bossi an seine Mandantin einen Brief, in dem er sie dringlichst bat, ihre Trauer über den Verlust ihres Sohnes in angemessener Form zu bewältigen. 
Am 22. November ließ die Mutter den Leichnam des Jungen für eine erneute Obduktion exhumieren. Anschließend wurde dieser im Familiengrab in Kempen am Niederrhein im Familiengrab ohne eine Namensnennung auf dem Grabstein wieder bestattet. Am 17. Januar 2000 legte der Gießener Rechtsmediziner Prof. Dr. Günter Weiler den Obduktionsbefund vor. Darin stellte er Spuren von Amphetaminen, die aber auch im Verwesungsprozess entstanden sein können, mögliche Hämatome am rechten Ohr, die aber auch als Totenflecken entstanden sein können, und eine Entzündung am Herzmuskel fest. Dieser Befund wurde aber dann von der Mutter verschwiegen, sie behauptete später, diese sei durch Vertauschung der Proben durch die Ärzte in Dresden entstanden. Prof. Günter Weller empfahl der Staatsanwaltschaft Dresden-Pirna eine Wiederaufnahme der Ermittlungen, vorausgesetzt, dass die vorgelegten eidesstattlichen Versicherungen wahr sind. 
Im Mai 2000 legte Renate Kantelberg-Abdulla der Bild-Redaktion in Dresden (erstmals?) Akten vor, die aber von der Chefredaktion als „nicht veröffentlichungsreif“ eingestuft wurden.

### Wiederaufnahme der Ermittlungen
Im Juni 2000 schickte Renate Kantelberg-Abdulla an das Institut des renommierten Kriminologen Christian Pfeiffer in Hannover eidesstattliche Versicherungen von 15 angeblichen Zeugen, mit der Bitte, deren Plausibilität zu bestätigen. Der damit beauftragte ehemalige Strafrichter Tilmann Schott erklärte in einem 23-seitigen Gutachten eine Wiederaufnahme der Ermittlungen. 
Am 25. Juli 2000 schickte Prof. Christian Pfeiffer das Gutachten an den sächsischen Innenminister Klaus Hardraht, der dieses an das Justizministerium weiterleitete, das dann die Wiederaufnahme der Ermittlungen einleitete.
Renate Kantelberg-Abdulla schickte die Unterlagen an die Bild-Redaktion, worauf der Dresdner Chefredakteur mit einem Anwalt am 24. September nach Sebnitz kam, und vier Zeugen befragte, deren Aussagen der Anwalt für glaubhaft hielt.
Am 16. Oktober 2000 wurde der 15-jährige René M. als erster Zeuge am Amtsgericht Dresden im Ermittlungsverfahren 414 Js 53329/00 befragt. Er hatte vorher  eine detaillierte Beschreibung der angeblichen Vorgänge bei Renate Kantelberg-Abdulla schriftlich gegeben. Darin beschuldigte er Maik H. und Sandro R. aus einer rechtsradikalen Gruppe herausgetreten zu sein, den Jungen ins Wasser geworfen und anschließend auf ihm herumgetreten zu haben. Uta S. soll die beiden besonders lautstark angestachelt haben. Bei der mündlichen Vernehmung waren dann die Angaben des Zeugen René S. ungenauer, er verwechselte manchmal Ereignisse und Namen.
Am 13. November kam die Springer-Justiziarin Karina Hesse für zwei Tage nach Sebnitz, um die Familie und zwei Zeugen zu befragen und Unterlagen zu sichten, die Aussagen hielt sie für glaubhaft.
Am 21. November bestätigten die Zeugen Sven K. und Daniel S. beim Amtsgericht Dresden ihre vorherigen schriftlichen Aussagen, nachdem sie nach Nichterscheinen zwangsvorgeladen worden waren.
Daraufhin wurde der Beschuldigte Maik H. noch am selben Tag festgenommen.
Am 22. November wurde die Pharmaziestudentin Uta S. in Braunschweig festgenommen, kurz danach auch ihr Freund, Sandro R.

### Umfangreiche Presseberichterstattung

#### 23. November 2000
Am 23. November 2000 erschien die Bild mit der großen Schlagzeile Neonazis ertränken Kind und berichteten von 50 Rechtsradikalen und mehr als hundert Badegästen, die tatenlos zugeschaut hätten.
In der Stadt Sebnitz herrschte daraufhin Entsetzen, weil sich niemand an diesen Vorfall erinnern konnte, der offenbar so nicht stattgefunden hatte. Der Stadtrat trat zu einer Krisensitzung zusammen, der Bürgermeister brach seinen Urlaub ab. Bald erschienen die ersten Journalisten anderer Medien, im Stadthotel wurde ein Pressezentrum eingerichtet.
Bewohner wurden befragt, immer mit dem Hintergrund eines vermeintlich tatsächlichen Geschehens. Das Haus der Familie wurde durch Streifenwagen geschützt.

#### 24. November 2000
In den folgenden Tagen erschienen Artikel in wahrscheinlich allen deutschen Tageszeitungen, und auch in vielen ausländischen Medien.
Sie alle waren entsetzt über diese vermeintlich grausame Tat und das Nichteinschreiten der anwesenden Badegäste, einige wenige formulierten ihre Aussagen etwas vorsichtiger. 
Die Eltern empfingen zahlreiche Journalisten in ihrem Haus, beantworteten Fragen und zeigten ihre Unterlagen.
Der sächsische Ministerpräsident Kurt Biedenkopf kam in die Stadt und besuchte die Eltern. Er äußerte sein Entsetzen über die Tat und das Nichteingreifen der anwesenden Badegäste. Auch Bundeskanzler Gerhard Schröder, die CDU-Vorsitzende Angela Merkel, der bayerische Ministerpräsident Edmund Stoiber, der Grünen-Fraktionsvorsitzende Rezzo Schlauch und weitere Persönlichkeiten äußerten ihre Bestürzung.
Der evangelische Pfarrer von Sebnitz wurde vom Dienst beurlaubt, weil er in einem Zeitungsartikel der Mutter eine Verletzung der Aufsichtspflicht vorgeworfen hatte (sein Sohn hatte die beiden Geschwister an jenem Tag ins Freibad begleitet).
Im virtuellen Gästebuch der Stadt gab es innerhalb weniger Stunden mehr als 10.000 Einträge, oft mit wüsten Beschimpfungen von Rechten und Linken, von denen einige auch pauschal gegen die Ostdeutschen gerichtet waren.
Am Abend ließ der Bürgermeister erklären, dass die Pressegespräche abgeschlossen seien, es also keine weiteren Auskünfte durch offizielle Vertreter der Stadt gebe.

#### 25. November 2000
Am Nachmittag besucht der bekannte Filmregisseur Volker Schlöndorff die Familie und bot ihr an, einen Spielfilm über den Fall zu drehen.
Am Abend traf sich der Stadtrat zu einer Sindersitzung.
26. November 2000
Am 26. November stellte eine Sonderkommission der Staatsanwaltschaft fest, dass der Beschuldigte Sandro Richter am fraglichen Tag mit seiner Firma in einer Haftanstalt mit einer schriftlichen Sondergenehmigung gearbeitet hatte.
Der 15-jährige Hauptzeuge René G., der den toten Jungen mit zwei Freunden aus dem Wasser gezogen hatte, sagte nun aus, er habe keine Skinheads im Schwimmbad gesehen. 
Der weitere 15-jährige Hauptbelastungszeuge Daniel S. bestätigte im Polizeipräsidium zunächst seine Version, brach dann aber nach dem hartnäckigen Weiterfragen der Beamten weinend zusammen und erklärte, er wisse nicht, ob die drei Beschuldigten an diesem Tag überhaupt im Schwimmbad gewesen waren, er kenne sie überhaupt nicht, Frau Kantenberg-Abdulla habe fünf Stunden lang auf ihn eingeredet, bis er die Erklärung unterschrieben habe.
Bald danach wurden die drei Beschuldigten freigelassen.
An einem ökumenischen Gedenkgottesdienst in Sebnitz mit über 400 Anwesenden nahmen auch Ministerpräsident Biedenkopf und seine Frau teil.
An diesem Tag versuchte Volker Schlöndorff vergeblich, Bundeskanzler Gerhard Schröder telefonisch zu erreichen, der am folgenden Tag die Mutter empfangen wollte, um ihn davon abzuhalten, da diese Frau seiner Meinung nach verrückt sei. Ein befreundeter Journalist konnte zumindest erreichen, dass es keine Fotos von dem Treffen geben würde.
Am Abend erklärte Renate Kantelberg-Abdulla in der Talkshow von Erich Böhme, dass es in Sebnitz ein Haus gebe, in dem „Arier gezüchtet werden“.
27. November 2000
Am 27. November berichteten die meisten Zeitungen noch weiter über den angeblichen Mordfall, einige aber bereits vorsichtiger, da in der Stadt der Großteil der Bevölkerung der Meinung war, dass dieser Mord nicht stattgefunden hatte. Nur die Sächsische Zeitung konnte bereits von der Wendung im Fall berichten. 
Der sächsische Ministerpräsident Biedenkopf warnte Bundeskanzler Schröder am Morgen vor einem Empfang der Mutter, was dieser sich aber öffentlich als absolutistische Bevormundung verbat. Er empfing dann die beiden Eltern ohne Medien in seinem Büro im Willy-Brandt-Haus, der SPD-Zentrale, Frau Kantenberg-Abdulla war auch SPD-Mitglied.
Zur selben Zeit verkündete der Sprecher der Staatsanwaltschaft Claus Bogner öffentlich die Aufhebung der Haftbefehle.

Bürgermeister Ruckh empfing im Rathaus die drei freigelassenen zu Unrecht Beschuldigten mit ihren Eltern, im Beisein eines Fotografen der Sächsischen Zeitung.
28. November 2000
Am 28. November erklärte der sächsische Ministerpräsident Biedenkopf vor der Presse, der eigentliche Schuldige für diese ganzen Ereignisse sei der Kriminologe Christian Pfeiffer gewesen, der mit seinem Gutachten die falschen Zeugenaussagen glaubhaft gemacht habe, er sei nun auch als geplanter SPD-Justizminister in Niedersachsen nicht mehr tragbar.
Zu dieser Zeit waren 130 Polizisten in Sebnitz, um die Familie Abdulla vor Übergriffen zu schützen und die Ordnung in der Stadt zu erhalten.

## Aktivitäten der Familie
Renate Kantelberg-Abdulla hatte den unerwarteten Tod ihres Sohnes, den sie über alles liebte, nicht verwinden können. Sie wusste, dass er einen Herzfehler hatte und wahrscheinlich daran gestorben war. Aber sie suchte Schuldige. Dabei wurde sie von ihrem Mann Saad Abdulla und ihrer 12-jährigen Tochter Diana maßgeblich unterstützt.
Bei der Trauerfeier am 27. September 1997 fotografierte der Vater den Jungen René G. und dessen Freund, die Joseph tot aus dem Wasser gezogen hatten. Er bat sie zu lächeln. Später benutzte er das Foto bei den Ermittlungsbehörden als angeblichen Beweis, dass sie bei der Trauerfeier gelacht hätten. Sie sollen auch gesagt haben Sie haben uns entdeckt, als Hinweis, dass sie die Täter wären. Die Familie Kantelberg-Abdulla initiierte ein Gerichtsverfahren gegen dessen Eltern zur vormundschaftlichen Betreuung des Jungen, das aber abgewiesen wurde. Seitdem trat René G. als wichtigster Zeuge für den angeblichen Mord bei den Ermittlungsbehörden auf und beharrte sehr lange auf seinen falschen Behauptungen.
1998 befragte die zwölfjährige Schwester Diana den sechsjährigen Steve, der mit den beiden Geschwistern im Schwimmbad gewesen war. Sie beschrieb den behaupteten Tathergang, und der Junge sollte immer nur mit Ja antworten, wenn er zögerte, drängte sie ihn. Diese Tonbandaufnahme wurde dann als wichtiges Beweismittel für den angeblichen Tathergang bei den Ermittlungen angegeben.
Insgesamt 23 Erklärungen von angeblichen Zeugen konnte die Familie zusammentragen, oft als Tonband- oder Filmaufnahmen, die sie als eidesstattliche Erklärungen bezeichneten. Die meisten enthielten aber nur ungenaue Angaben vom Hörensagen.
2000 organisierte die Mutter eine erneute Obduktion des Jungen. Sie ließ die Gerichtsmediziner nach Spuren von Amphetaminen und Gewalteinwirkungen suchen und benutzte Hinweise darauf als angebliche Beweise für die Einflößung eines Betäubungsmittels und Gewalt gegen den Jungen, obwohl die Gutachter ausdrücklich darauf hinwiesen, dass diese Spuren auch im Verwesungsprozess entstanden sein konnten. Die festgestellte Erkrankung des Herzmuskels verschwieg sie.
Danach ließ sie eine Glaubwürdigkeitszeugnis für die angeblichen Zeugenaussagen beim renommiertesten deutschen Kriminologischen Institut von Christian Pfeiffer erstellen, das sie auch erhielt, allerdings mit der Einschränkung, dass das Zustandekommen der Zeugenaussagen noch überprüft werden müsste, da diese dafür nicht noch einmal befragt wurden.
Die Gutachten wurden an das Bundesinnenministerium weitergeleitet und gelangten von dort an die Staatsanwaltschaft in Dresden.
Die Familie beschuldigte den Freund der Apothekertochter Uta Schneider und dessen Freund des Mordes, sie soll die beiden dabei maßgeblich angestachelt haben.
Anfang 2000 wandte sich die Familie erstmals an die Bild-Zeitung mit ihrer Geschichte und vielen angeblichen Beweismaterialien. Als diese im November nach der Verhaftung der Beschuldigten endlich einer Berichterstattung einwilligte, wurde dazu ein Vertrag über eine fünfteilige Serie und über die Exklusivrechte über alle betreffenden Unterlagen abgeschlossen.
Bei den unzähligen Gesprächen mit Journalisten seit dem 23. November 2000 erzählten die Eltern immer wieder ihre falschen Beschuldigungen, auch noch Jahre danach.

## Rolle der Medien
Am 23. November 2000 veröffentlichte die Bild den reißerischen Bericht Neonazis ertränken Kind.Am hellichten Tag im Schwimmbad. Keiner half. und löste damit eine umfangreiche Berichterstattung aus. Zu diesem Zeitpunkt hatten nur Der Spiegel und die Frankfurter Rundschau Informationen zu dieser Geschichte erhalten, aber von Veröffentlichungen abgesehen, da ihnen die Einzelheiten fragwürdig erschienen.
Vertreter der Bild-Redaktion hatten vorher zweimal die Familie Kantelberg-Abdulla besucht, die Unterlagen gesichtet und mit mehreren Zeugen gesprochen, die sie als glaubhaft einstuften. Nach den Verhaftungen der drei Beschuldigten an den Vortagen entschlossen sie sich zur Veröffentlichung.
Für die Redaktionen anderer Medien entstand nun ein großer Zugzwang. Sie mussten über diese sensationelle Geschichte so schnell wie möglich berichten, obwohl sie außer den Bild-Berichten fast keine weiteren Informationen hatten.
Die meisten Einwohner der Stadt Sebnitz verweigerten konkrete Auskünfte, da sie die Geschichte nicht glaubten, ebenso offizielle Vertreter der Stadt. Selbst die Familie Kantelberg-Abdulla sprach auf Grund der großen Nachfrage nicht mit allen.
Trotzdem waren die Berichte der meisten Zeitungen in den nächsten Tagen ebenso sensationell, nur wenige formulierten etwas vorsichtiger.
Noch am 27. November, einen Tag nach der Freilassung der Beschuldigten, berichteten die meisten Zeitungen davon noch nichts, nur die Sächsische Zeitung konnte diese Wendung bereits bekanntgeben.
In den folgenden Tagen herrschten große Zerknirschung und Entschuldigungen in den Redaktionen, denen dieser Ablauf sehr unangenehm war. Die Bild-Redaktion entschuldigte sich mehrmals und bezahlte später als Entschädigung der Stadt Sebnitz einen Kinderspielplatz für 25.000 DM.
Für die meisten Bürger von Sebnitz und Umgebung stellte sich im Nachhinein die Frage, wie konnte jemand diese abstruse Geschichte ernsthaft glauben, ohne zumindest Zweifel daran zu haben?
Die Antwort darauf war, dass in der Medienberichterstattung über Ostdeutschland öfter die brennenden Ausländerwohnheime in Rostock und Hoyerswerda gezeigt wurden, bei denen viele Menschen zugeschaut und einige sogar applaudiert hatten.
Außerdem gab es drei Verhaftungen der Beschuldigten auf Anordnung eines Richters, 23 Zeugenaussagen und mehrere Gutachten. Und auch das Interesse an einer hohen Auflage spielte eine Rolle.

## Ermittlungen der Justiz
Die erste Anzeige der Familie wegen eines Tötungsdelikts vom 27. Oktober 1997 gegen die drei Jungen, die den toten Joseph aus dem Becken gezogen hatten, wurde am 7. Mai 1998 durch die Staatsanwaltschaft Dresden mangels ausreichender Tathinweise abgewiesen.
Ein neues medizinisches Gutachten und ein kriminologisches Gutachten, die die Mutter in Aufrag gegeben hatte, wurden Ende Juli 2000 an den sächsischen Innenminister Klaus Hardraht gegeben, der sie an das Innenministerium weiterleitete, von wo sie an den Generalstaatsanwalt Jörg Schwalm und schließlich den Familienrichter Georg Flockerzi gelangten, der sie am 30. August erhielt.
Am 16. Oktober wurde der erste Hauptbelastungszeuge vernommen, am 21. November die anderen beiden. Nach deren Aussagen wurden am selben und am darauffolgenden Tag die drei Beschuldigten festgenommen.
Das ARD-Politmagazin Kontraste warf den Ermittlungsbehörden schwere Versäumnisse vor.
Sie hàtten einerseits die eidesstattlichen Versicherungen der verschiedenen Zeugen nicht überprüft, zudem seien solche Aussagen von Minderjährigen nur eingeschränkt verwendbar. Bei der Vernehmung eines Hauptzeugen vom 21. November hätte dieser zuerst gesagt, er habe nichts gesehen. Nach einer Vernehmungspause von 28 Minuten machte er dann doch konkrete Aussagen zu dem angeblichen Tathergang. Ein Experte vermutete in der Sendung, dass auf den Jungen Druck ausgeübt wurde, und dass die Beamten nicht ergebnisoffen, sondern mit einer vorgefassten Sichtweise suggestiv ermittelten. Auch hätten sie Widersprüche in den Aussagen der Zeugen nicht ausreichend beachtet. Trotz dieser Ungereimtheiten seien noch am selben Tage die Haftbefehle gegen die drei Beschuldigten ausgestellt worden.  Auch seien die medizinischen Gutachten nicht überprüft worden.
Der Haftbefehl gegen Uta Schneider enthielt eine falsche Schreibung des Namens, kein Geburtsdatum und eine handschriftlich nachgetragene Adresse. Das Alibi von Sandro Richter, der am fraglichen Tag in einer Strafvollzugsanstalt mit seiner Firma Gerüste aufbaute, war durch seine schriftliche Sondergenehmigung eindeutig belegt.
Dieses wurde aber erst in den Tagen nach der Festnahme überprüft, es führte dann zur baldigen Freilassung der drei.
Das folgende Verfahren gegen Renate Kantelberg-Abdulla wegen Anstiftung zur Falschaussage wurde 2002 eingestellt, da sie durch  den Tod ihres Sohnes und den wirtschaftlichen Ruin  genug gestraft sei.

## Medizinische Gutachten
Totenschein 1997
Am Todestag, den 13. Juni 2017 stellte der Notarzt einen Tod durch Ertrinken beim Spiel im Wasser fest.
Obduktion 1997
Die Obduktion im Institut für Rechtsmedizin des Universitätsklinikums Dresden unter der Leitung von Prof. Dr. Erich Müller vom 17. Juni 1997 im Auftrag der Staatsanwaltdchaft bemerkte keine größeren Auffälligkeiten, außer einigen bläulichen Verfärbungen, die auch als Totenflecke entstanden sein können. Im Protokoll hieß es: „Ein bloßes Tauchen oder Tunken durch fremde Personen ist allein auf Grund der Sektionsbefunde weder beweisbar noch auszuschließen.“ Die Entzündung des Herzmuskels wurde nicht bemerkt, da nicht gezielt nach ihr gesucht wurde. Bei der Obduktion war ein Onkel des Jungen anwesend, der auch Mediziner war und keine Einwände geltend machte.
Prof. Dr. Erich Müller erklärte später zu den angeblich schweren Verletzungen des Jungen in der Anklageschrift von 2000

„Erstmal dachte ich, wir haben die falsche Leiche seziert. Denn die Befunde, die entstehen müßten bei dieser Gewalteinwirkung, waren einfach nicht da."“

Obduktion 1999/2000 
Seit November 1999 ließ die Mutter Renate Kantelberg-Abdulla den exhumierten Leichnam ihres Sohnes durch die Klinik des Rechtsmediziners Prof. Dr. Günter Weiler in Gießen erneut obduzieren. Sie legte die (falschen) eidesstattlichen Versicherungen von angeblichen Zeugen vor und ließ gezielt nach Spuren von Gewalteinwirkungen und Betäubungsmitteln suchen. Das Gutachten vom 17. Januar 2000 stellte Spuren von Amphetaminen, darunter von Methylphenidad fest, das in dem Beruhigungsmittel Ritanol enthalten ist, aber auch im Verwesungsprozess entstehen kann. Des Weiteren seien Hämatome am rechten Ohr möglich, die aber auch als Totenflecken entstanden sein können. Die Ärzte stellten außerdem eine Entzündung am Herzmuskel fest, die bei solchen Todesfällen häufiger festzustellen sei. Prof. Günter Weiler schränkte im Gutachten ein, „Vorausgesetzt, die eidesstattlichen Versicherungen sind wahr - können Sie ausschließen, dass ...?“. Er empfahl unter diesen Bedingungen eine Wiederaufnahme der Ermittlungen durch die Staatsanwaltschaft.
Aus diesem Gutachten wurde nur auszugsweise zitiert, die Entzündung des Herzmuskels wurde durch die Mutter bewusst verschwiegen, sie behauptete später auf Nachfrage, die Gewebeproben seien in Dresden vertauscht worden.
Obduktion 2001
Ein drittes medizinisches Gutachten durch Prof. Bernhard Brinkmann vom Rechtsmedizinischen Institut Münster von Ende Januar 2001 (nach den Medienereignissen) kam nach der Untersuchung von Gewebeproben zu dem Schluss, dass eine stärkere äußere Gewalteinwirkung auszuschließen sei. Er hielt einen Badetod durch Herzstillstand für am wahrscheinlichsten, der sich aber »hypothetisch auch in Verbindung mit einem spurlos bleibenden Untertauchen des Kindes« ereignet haben könnte.
Fazit
Nach dem (ersten,) zweiten und vierten Gutachten sind ein (plötzlicher) Badetod durch Herzstillstand oder auch in Verbindung mit einem spielerisch gemeinten Untertauchen durch andere Kinder möglich. Dieser kann aber auch durch schnelles Eintauchen in kaltes Wasser mit einem erhitzten Körper hervorgerufen werden (die Kinder waren erst ca. 25 Minuten im Freibadgelände gewesen).

## Rolle der Politik

### Innenminister Klaus Hardraht
Der sächsische Innenminister Klaus Hardraht (CDU) erhielt im Juli 2000 das Gutachten des Kriminologischen Instituts durch dessen Leiter Christian Pfeiffer mit der Bitte um Wiederaufnahme des Verfahrens. Er leitete diese an das Justizministerium weiter, von wo aus die Ermittlungen durchgeführt wurden. Die mangelhafte Art der Vernehmungen und die schnellen Haftbefehle wurden von Journalisten später auch auf einen Erfolgs- und Zeitdruck durch die Ministerien erklärt. 
Nach der Feststellung der Fehlerhaftigkeit der Ermittlungen verwies der Minister am 27. November 2000 vor allem auf die Schuld der Medien (die aber erst nach den Festnahmen berichtet hatten!) :

„Es wird die Frage sein, wie gerade im Medienbereich, auch Sie alle, diesen Schaden für die Stadt wieder gutmachen können.“

### Ministerpräsident Kurt Biedenkopff
Der sächsische Ministerpräsident Kurt Biedenkopf (CDU) kam am 24. November 2000, einen Tag nach der ersten Zeitungsschlagzeile nach Sebnitz. Er erklärte dort

„Wenn zwei, drei oder vier Erwachsene sich eingemischt hätten, wäre das nicht passiert.“

Am folgenden Tag sagte er aber auf dem CDU-Landesparteitag in Rietschen, mit dem vorliegenden Verdacht müsse sehr sorgfältig umgegangen werden. Nicht alles, was mit Hass und Gewalt zu tun habe, sei automatisch Rechtsextremismus, die Medien hätten schon den geringsten Verdacht zur Realität erklärt. Der Stadt Sebnitz sei das verwehrt worden, was jedem Menschen zustehe, die Unschuldsvermutung. Stattdessen sei der Ort „öffentlich hingerichtet“ worden. Nun müsse Sebnitz mit einem Stigma leben, von dem sich die Stadt so schnell nicht wieder erholen werde.
Am Sonntag, den 26. November nahm er an einem Gedenkgottesdienst mit seiner Frau teil und zündete eine Kerze für den toten Jungen an.
Am 27. November warnte er Bundeskanzler Schröder, die Mutter zu empfangen, da sich der Kenntnisstand der Sachlage verändert hatte.
Am 28. November kam er erneut nach Sebnitz und kritisierte den Kriminologen Christian Pfeiffer für sein falsches Gutachten scharf. Er versprach viel Geld in die Stadt zu geben „Als einen Beitrag zur Wiederherstellung dessen, was vor dem November 2000 schon erarbeitet und erreicht worden war.“

### Bundeskanzler Schröder
Bundeskanzler Gerhard Schröder (SPD) äußerte am 24. November, einen Tag nach der ersten Zeitungsberichterstattung., in der Bild-Zeitung, wenn die Berichte zuträfen, gehöre der Mord in Sebnitz „zum Scheußlichsten, was in den letzten Jahren in Deutschland passiert“ sei. „Ich erwarte ein politisches Signal von Verantwortlichen des Freistaates Sachsen und die rückhaltlose Aufklärung des Falles.“
Am 27. November empfing er die Eltern in Berlin, trotz der neuen Erkenntnisse und gegen die Empfehlungen des Filmregisseurs Volker Schlöndorff und des sächsischen Ministerpräsidenten Kurt Biedenkopff, allerdings im Willy-Brandt-Haus als Vorsitzender der SPD mit einer Parteigenossin und ohne Journalisten. Danach gab er eine Erklärung für die Medien ab.
Am 29. November erklärte er, bei seiner Sommerreise durch den Osten auch Sebnitz zu besuchen, was er am 22. August 2001 tat.

### Weitere Politiker
Kurz nach dem Bekanntwerden der angeblichen Mordfälle am 23. November 2000 äußerten sich mehrere deutsche Spitzenpolitiker.
Die CDU-Vorsitzende Angela Merkel sagte: „Wer so etwas sieht und nichts unternimmt, macht sich mitschuldig. Das gilt für Bürger, aber auch für die Politik. Nichtstun kann töten.“ 
Der bayerische Ministerpräsident Edmund Stoiber äußerte „Diese Tat geht mir so unter die Haut wie kaum ein anderes Ereignis und entsetzt mich zutiefst. Genauso dieses Wegschauen und Nichthandeln so vieler.“

### Bundespräsident Rau
Bundespräsident Johannes Rau (SPD) kam am 19. Dezember 2000 als erster führender deutscher Bundespolitiker nach Sebnitz. Er sprach mit der Familie Kantelberg-Abdulla und vielen Bewohnern und erhielt dort eine gute Resonanz. Er bot der Familie auch eine organisatorische Unterstützung durch das Bundespräsidialamt bei ihrem schwierigen Umzug aus der Stadt an.

## Rechtsanwälte der Familie
Die Familie Kantelberg-Abdulla ließ sich von der Kanzlei des Prominentenanwalts Rolf Bossi juristisch vertreten. Diese beantragte 1997 mit falschen Behauptungen eine vormundschaftliche Betreuung (mit Sorgerechtsentzug der Eltern) gegen den 12-jährigen René G., der den toten Joseph aus dem Wasserbecken gezogen hatten, sowie am 27. Oktober 2000 ein Strafverfahren wegen eines Tötungsdeliktes gegen ihn und zwei weitere Jungen. Beide wurden vom Gericht abgewiesen.
Am 8. Februar 1999 schrieb Rolf Bossi an Renate Kantelberg-Abdulla einen Brief, in dem er sie dringlichst bat, ihre Bewältigungsstrategien nach dem Verlust ihres Sohnes zu verändern. 

„Ich habe sicherlich vergebens versucht, Ihnen und Ihrem Ehemann in meiner Kanzlei eindringlich bewusst zu machen, dass Sie beide sich nach dem Tod Ihres gemeinsamen Kindes Joseph in einen sinnlosen und aussichtslosen Kampf, sozusagen gegen den Rest der Welt, verstrickt haben, dem Sie sicherlich am Schluss auch wirtschaftlich erliegen werden.
Es liegt diesem Vorfall sicher eine Art tragisches Lebensschicksal zu Grunde, bei dem Ihre Kräfte offensichtlich überfordert sind. Ich hatte zuletzt noch unter Hinweis auf Ihre gemeinsame Tochter gebeten, doch eine Überlebensstrategie zu erarbeiten, mit der Sie aus diesen ganzen Widerwärtigkeiten versuchen sollten, herauszufinden. Ich kann Sie nun nochmals inständig bitten, darüber nachzudenken.“

Am 25. April 2000 schrieb die Familie an dessen Kanzlei einen sechzehnseitigen Brief „betr.: Geplanter Mord unseres Sohnes Joseph Abdulla durch angeheuerte extrem rechtsradikale Nazi-Gruppierungen mit Hilfe einer mit Gewalt erzwungenen Verabreichung einer Überdosis eines Betäubungsmittels“, der mit zahlreichen Verschwörungsvermutungen, wie zahlreiche Spitzel in der Apotheke, unermessliche Korruption und die Ermordung von Mitwissern versehen war und auf überzogene Wahrnehmungen der Familie schließen ließ.
Über die spätere rechtsanwaltliche Vertretung der Familie sind keine Angaben feststellbar.

## Filme
Die Ereignisse in Sebnitz wurden in drei Filmdokumentationen beschrieben.
- Der Fall Joseph. Staatsanwaltschaft versagte, RBB, Magazin Kontraste, 1. März 2001[43], stellte eine unzureichende Genauigkeit bei den Ermittlungen und den Gutachten fest
- Sebnitz – Die perfekte Story, zero one, MDR, Arte 2002[44][45], detaillierte Recherche über den Verlauf

- Der Osten in den Medien, MDR 2024, über die Berichterstattung über Ostdeutschland in den Medien, mit kurzen TV-Ausschnitten von 2000, Erinnerungen des jetzigen Bürgermeisters und kritische Einschätzungen des damaligen Spiegel-Reporters Hajo Schumacher über die Situation der Journalisten in diesem Fall